# Привільне (Пологівський район)

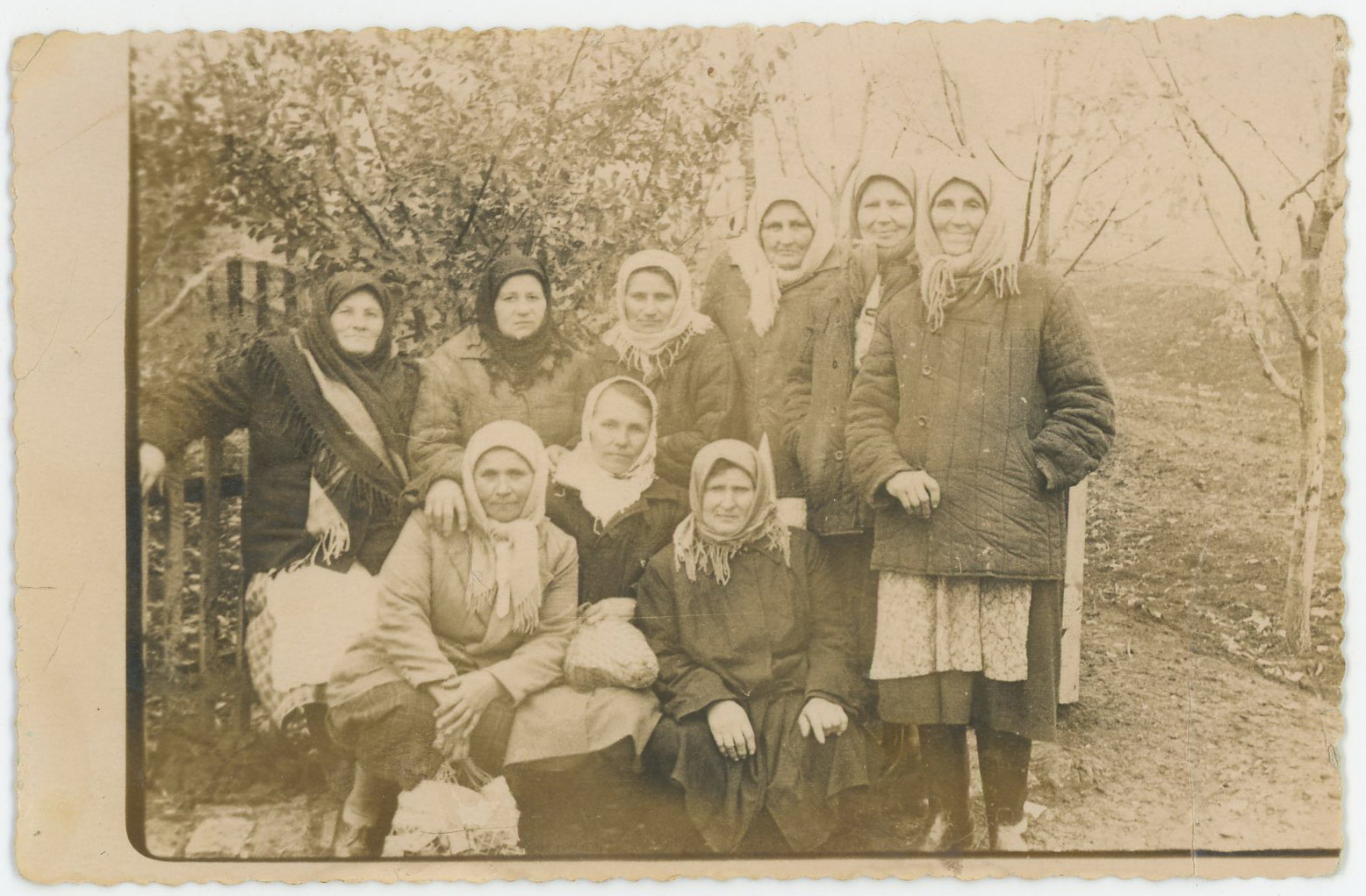
Мешканці с.Привільне: Вовк Параска, Кобзар Марія, Максишко Марія, Денисенко Марія, Сова Палагія, Вовк Параска, Кобзар Катерина.

Приві́льне — село в Україні, у Гуляйпільській міській громаді Пологівського району Запорізької області. Населення становить 23 осіб. До 2017 орган місцевого самоврядування - Успенівська сільська рада.

## Географія
Село Привільне знаходиться на правому березі річки Янчур, вище за течією на відстані 1,5 км розташоване село Павлівка, нижче за течією на відстані 1 км розташоване село Красногірське, на протилежному березі — село Успенівка.

## Історія
Село було засноване вихідцями із Успенівки на початку 1920-х рр.
Після остаточної ліквідації більшовиками проміщицьких землеволодінь на них почали нарізати нові населені пункти, куди виходили "на хутори" родини із сусідніх сіл.
Першими поселенцями нового хутору були успенівські родини Сова, Яковенко, Горпинич, Онучко, Охтень, Вовк, Жовнір, Гергець, Кобзар, Шелех, Максишко.
У 1926 році у селі нараховувалось 46 жителів, у 1938 - 176.
У 1930-х рр у селі існував окремий колгосп, що після Другої світової війни був об'єднаний із успенівським колгоспом Україна.
Із 1990-х рр. почався процес відтоку населення з Привільного  назад до с.Успенівки чи у інші більші населені пункти. На 2025 рік у селі залишилось декілька живих садиб.
12 червня 2020 року, відповідно до розпорядження Кабінету Міністрів України № 713-р «Про визначення адміністративних центрів та затвердження територій територіальних громад Запорізької області», увійшло до складу Гуляйпільської міської громади.
19 липня 2020 року, у результаті адміністративно-територіальної реформи та ліквідації Гуляйпільського району, село увійшло до складу Пологівського району.

## Населення
Згідно з переписом УРСР 1989 року чисельність наявного населення села становила 41 особа, з яких 18 чоловіків та 23 жінки.
За переписом населення України 2001 року в селі мешкали 23 особи.

### Мова
Розподіл населення за рідною мовою за даними перепису 2001 року:
| Мова       | Відсоток |
| ---------- | -------- |
| українська | 95,65 %  |
| білоруська | 4,35 %   |